# 卡爾達姆 (維利可特諾親王)
卡尔达姆王子（1962年12月2日—2015年4月7日），出生于马德里。保加利亚王储、维利可特诺亲王、薩克森公爵，是保加利亚国王西美昂二世与玛格丽塔·戈麦斯-阿瑟博-塞胡拉王后的长子。

## 去世
卡爾達姆親王於2015年4月7日，因肺部感染病逝於馬德里的醫院。 